# Xenisthmus clarus
Xenisthmus clarus är en fiskart som först beskrevs av Jordan och Seale, 1906.  Xenisthmus clarus ingår i släktet Xenisthmus och familjen Xenisthmidae. Inga underarter finns listade i Catalogue of Life.